# Hyla (livsmedel)
Hyla är ett av Valio registrerat varumärke för produkter med reducerad laktoshalt. Ordet används i Finland (på svenska och finska) även för livsmedel i allmänhet som har låg laktoshalt.